# ماساهیرو کانکو
ماساهیرو کانکو (انگلیسی: Masahiro Kaneko؛ زادهٔ ۲ فوریهٔ ۱۹۹۱) بازیکن فوتبال اهل ژاپن است.